# Hasse Jeppson
Hans Olof Jeppson, más conocido como Hasse (Kungsbacka, Provincia de Halland, Suecia, 10 de mayo de 1925-Roma, Provincia de Roma, Italia, 21 de febrero de 2013), fue un futbolista sueco. Se desempeñaba como delantero.

## Trayectoria

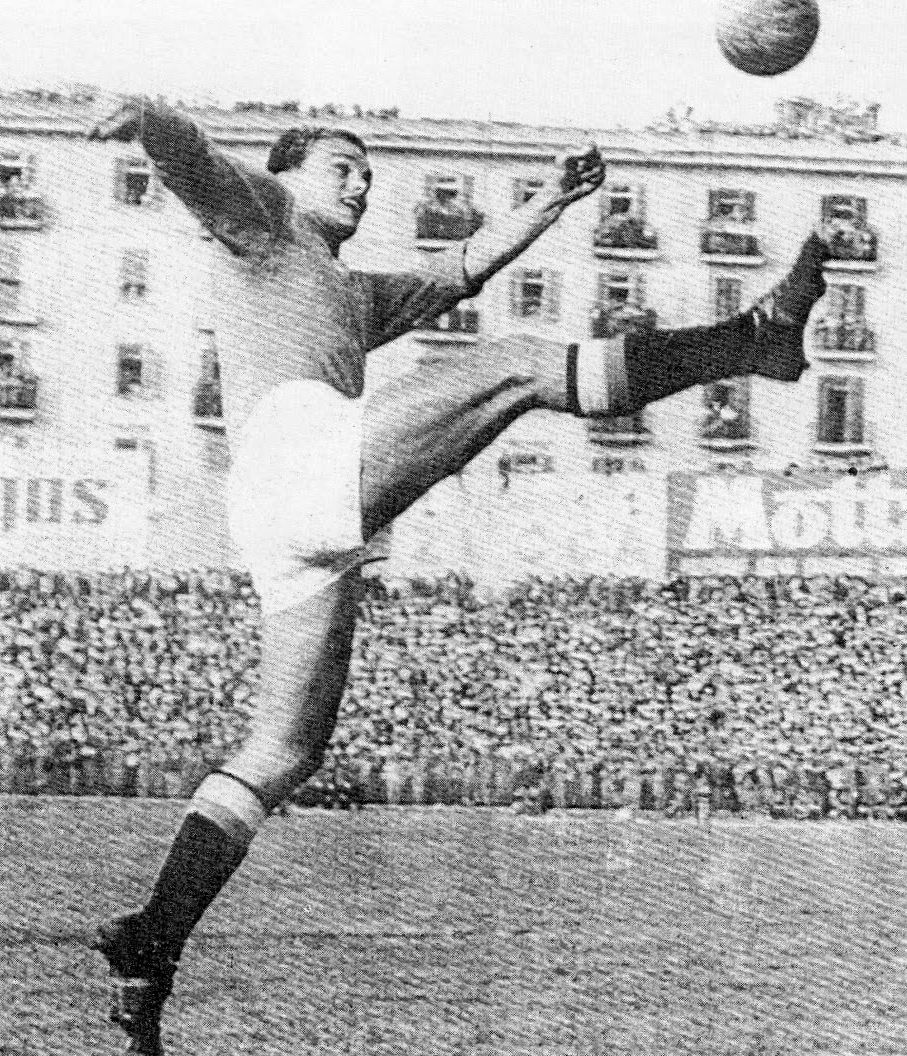
Jeppson en el Napoli

Empezó su carrera en el Örgryte de Gotemburgo. En 1948 pasó al Djurgårdens de Estocolmo, donde llegó su consagración; en la temporada 1950/51 fue el máximo goleador de la Allsvenskan con 17 tantos, ganando el apodo de Hasse Guldfot ('Hasse pie de oro', en sueco). Gracias a sus buenas actuaciones, en ese periodo a Jeppson se abrieron las puertas de la Selección, donde sustituyó a Gunnar Nordahl, vistiendo el brazalete de capitán durante el Mundial de Brasil 1950.
El 6 de enero de 1951 fichó por el Charlton Athletic, convirtiéndose en el primer jugador sueco en jugar en el campeonato inglés después de Dan Ekner. En Inglaterra jugó como aficionado para no perder el estatus de tenistata (fue campeón nacional estudiantil): con sus goles, según algunas fuentes 12 en 12 partidos, contribuyó a mejorar la posición en clasificación del equipo, logrando marcar un triplete contra el Arsenal en el Highbury y goles contra el Liverpool  y el Chelsea. En la primavera del mismo año volvió brevemente al Djurgårdens.
Después del paréntesis en la liga inglesa, arribó al Calcio italiano, contratado por el Atalanta de Bérgamo. Debutó en la Serie A el 26 de octubre de 1951 ante el Como, marcando un gol. El año siguiente, fichó por el Napoli, por la ingente cifra de 105 millones de liras: por eso los napolitanos, con su típica ironía, lo apodaron 'o Banco 'e Napule ('El Banco de Nápoles'). Se convirtió en un ídolo de la hinchada local, permaneciendo en la ciudad del Golfo hasta 1956. Se retiró en 1957, al final de una temporada con el Torino.

## Selección
Fue internacional con la selección de Suecia en doce ocasiones, marcando nueve goles. Debutó el 13 de mayo de 1949 en un amistoso frente a Inglaterra (3:1 para los escandinavos).

### Participaciones en Copas del Mundo
| Mundial                        | Sede   | Resultado     |
| ------------------------------ | ------ | ------------- |
| Copa Mundial de Fútbol de 1950 | Brasil | Tercer puesto |

## Clubes
| Club              | País       | Año         |
| ----------------- | ---------- | ----------- |
| Örgryte           | Suecia     | 1946        |
| Djurgårdens       | Suecia     | 1947 - 1951 |
| Charlton Athletic | Inglaterra | 1951        |
| Atalanta          | Italia     | 1951 - 1952 |
| SSC Napoli        | Italia     | 1952 - 1956 |
| Torino            | Italia     | 1956 - 1957 |